# مدیریت سرمایه سوروس
مدیریت سرمایه سوروس (به انگلیسی: Soros Fund Management) شرکت سرمایه‌گذاری آمریکایی است، که در زمینه مدیریت سرمایه‌گذاری، مدیریت صندوق‌های سرمایه‌گذاری، طرح‌های سرمایه‌گذاری جمعی و مبادلات سهام اختصاصی فعالیت می‌کند.
شرکت مدیریت سرمایه سوروس در سال ۱۹۶۹ توسط جرج سوروس راه‌اندازی شد و در حال حاضر دارای سهام قابل توجهی در شرکت‌های فورد، وای‌پی‌اف، هربالایف، اپل، اینتل، موتورولا سلوشنز، هالیبرتون، فیسبوک، مایکروسافت و گوگل می‌باشد.
دفتر مرکزی این شرکت در شهر نیویورک، ایالات متحده آمریکا قرار دارد و کلیه سهام آن در اختیار خانواده سوروس قرار دارد.